# Georg Elser Gedenkstätte Königsbronn

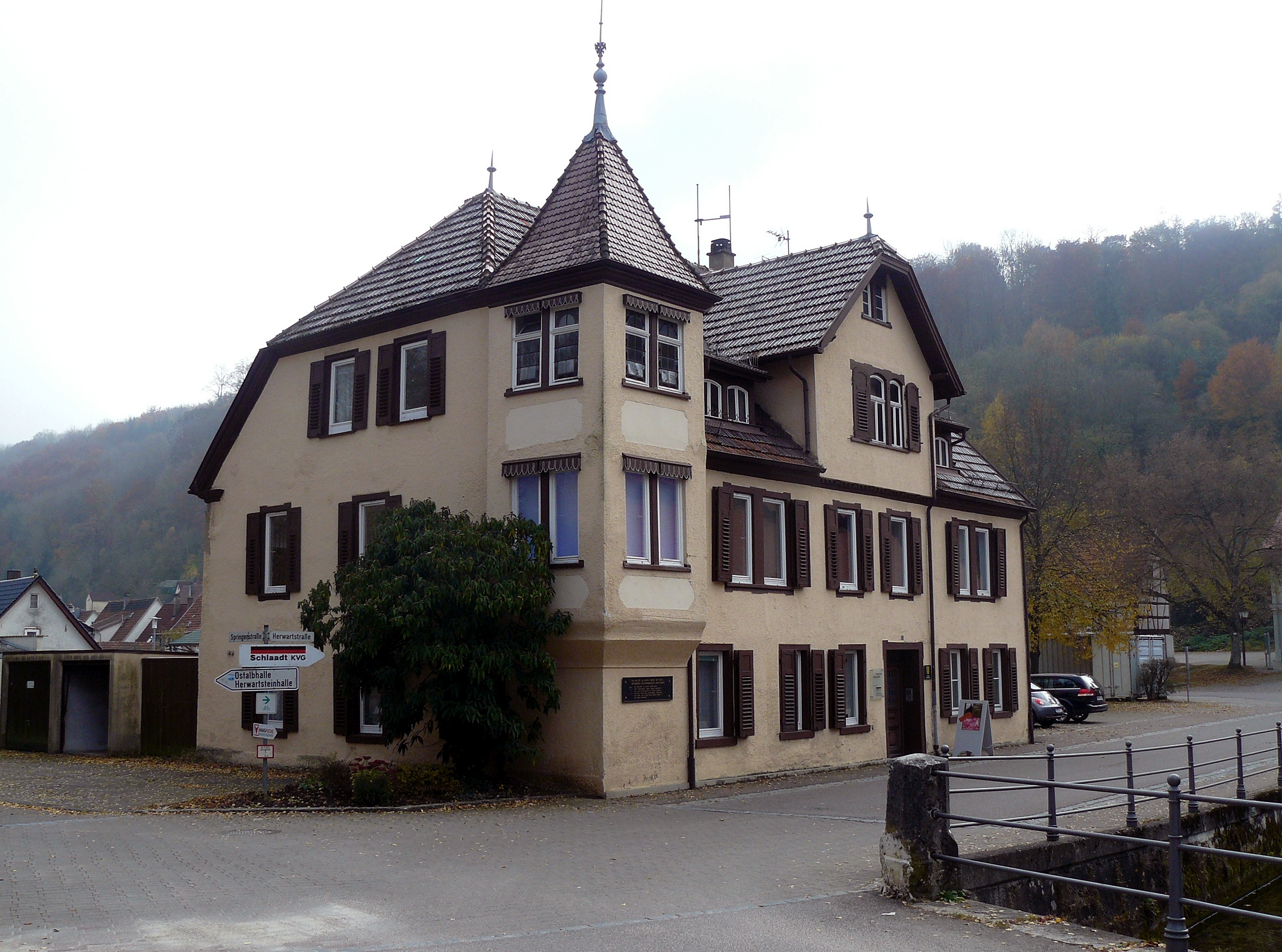
Georg Elser Gedenkstätte Königsbronn

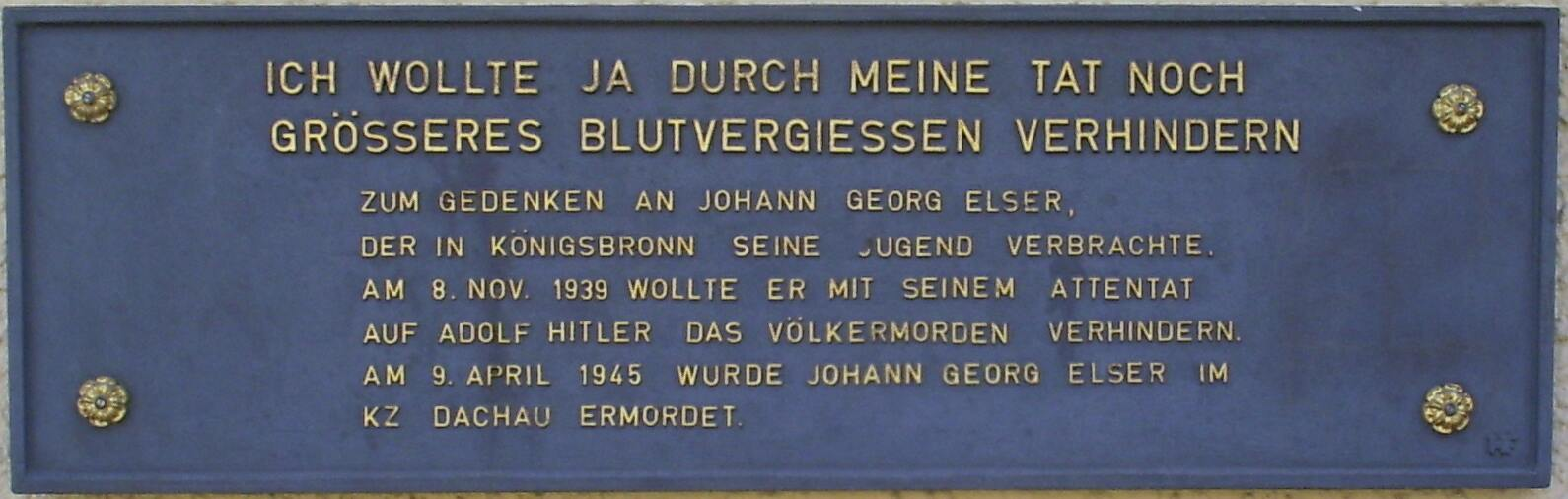
Gedenktafel an der Gedenkstätte

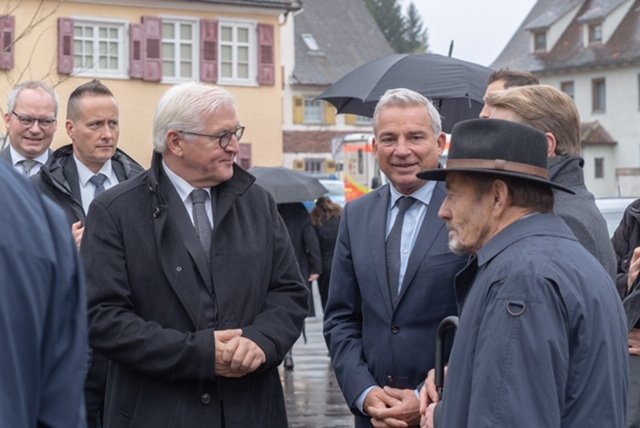
Bundespräsident Frank-Walter Steinmeier, Thomas Strobl und Georg Elsers Neffe Rudolf Hangs (rechts) am 4. November 2019 bei einem Besuch der Gedenkstätte

Die Georg Elser Gedenkstätte Königsbronn ist eine Erinnerungs- und Forschungsstätte in Königsbronn in Baden-Württemberg. Sie ist Georg Elser gewidmet, der am 8. November 1939 ein knapp gescheitertes Bomben-Attentat auf Adolf Hitler einschließlich der nahezu gesamten nationalsozialistischen Führungsspitze ausübte.

## Georg Elser und Königsbronn

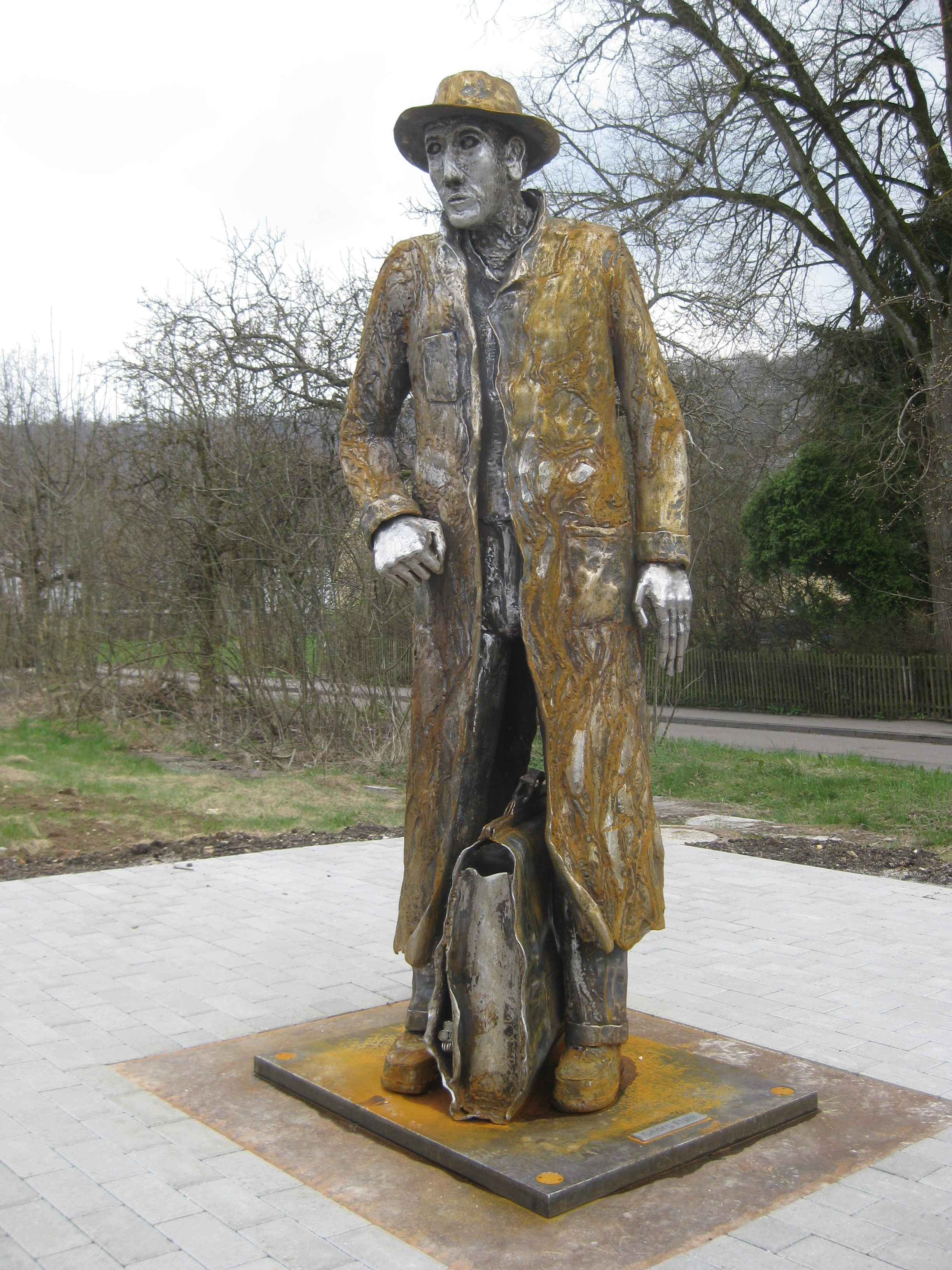
Georg-Elser-Denkmal von Friedrich Frankowitsch am Königsbronner Bahnhof

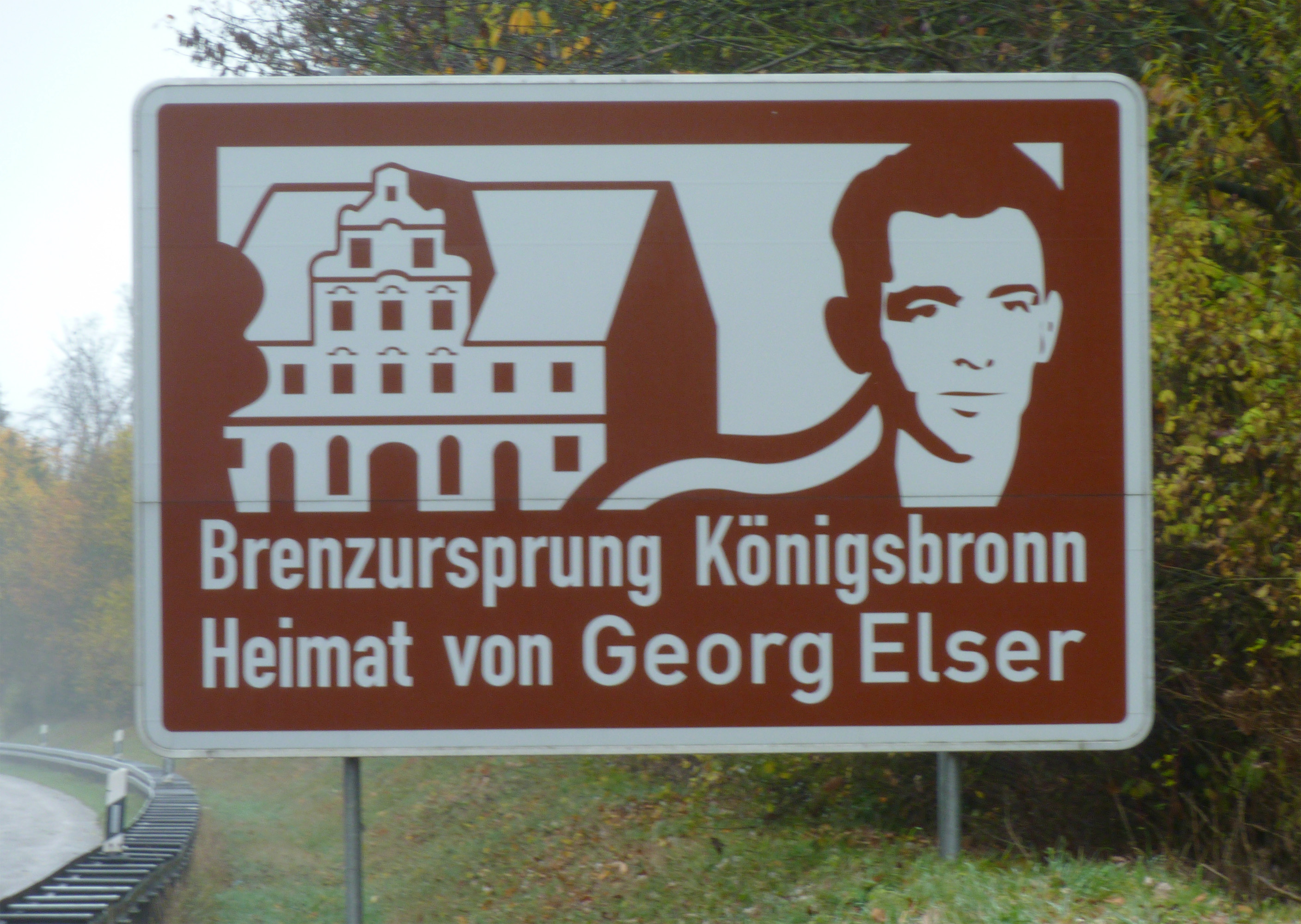
Touristisches Hinweisschild an der Autobahn A7

Georg Elser wurde 1903 in Hermaringen geboren, lebte aber ab 1904 die meiste Zeit seines Lebens in Königsbronn. In einem Steinbruch im Königsbronner Ortsteil Itzelberg entwendete er 1939 das Dynamit für seine Zeitbombe. Im Obstgarten seiner Eltern führte er anschließend Sprengversuche aus. 2010 wurde am Königsbronner Bahnhof ein von Friedrich Frankowitsch geschaffenes Elser-Denkmal errichtet.

## Entstehung der Gedenkstätte
Die am 14. Februar 1998 eingeweihte Gedenkstätte befindet sich in der Herwartstraße 3 in unmittelbarer Nähe von Rathaus und Brenzursprung. Sie entstand in Zusammenarbeit von Georg-Elser-Arbeitskreis, Gemeinde Königsbronn und der Gedenkstätte Deutscher Widerstand in Berlin. Peter Steinbach, Johannes Tuchel und der Arbeitskreis erarbeiteten im Vorfeld eine Dokumentation, die 1997 als Sonderausstellung in der Gedenkstätte Deutscher Widerstand gezeigt wurde, anschließend aber auch als ständige Ausstellung in Königsbronn geeignet war.
Die Ausstellung zeigt in drei Räumen eine Vielzahl von Fotos und Dokumenten sowie einige der wenigen erhaltenen persönlichen Gegenstände Elsers. Auch das „Berliner Verhörprotokoll“ vom Dezember 1939 ist einzusehen und gewährt einen umfassenden Einblick in die Hintergründe des Attentats. Die Ausstellung ist gegliedert:
- Raum 1
Biografie Georg Elsers – Verhörprotokoll – Presseartikel
- Raum 2
Hitlerputsch 1923 – Entschluss zur Tat – Vorbereitungen – Das Attentat vom 8. November 1939 – Explosionsfolgen – Propaganda – Reaktionen
- Raum 3
Ermittlungen und Festnahme – Vernehmungen – KZ-Haft und Ermordung – Nach 1945

2012 wurde an der Autobahn A7 zwischen den Anschlussstellen Aalen-Westhausen und Aalen-Oberkochen in Fahrtrichtung Ulm auf Antrag und auf Kosten der Gemeinde Königsbronn ein Touristisches Hinweisschild aufgestellt. Es zeigt neben dem Königsbronner Rathaus und der dort entspringenden Brenz ein Porträt Elsers und macht auf die Heimat von Georg Elser und indirekt auf die Gedenkstätte beim Brenzursprung aufmerksam.

## Schriftenreihe der Gedenkstätte
Mit Unterstützung des Journalisten und Historikers Ulrich Renz und gefördert durch die Landeszentrale für politische Bildung Baden-Württemberg gibt die Gedenkstätte eine Schriftenreihe mit jährlich erscheinenden Bänden heraus:
- Band 1: Die Akte Elser. Fragenkatalog und Ermittlungsbericht des Schweizerischen Bundesarchivs. (2000)
- Band 2: „Gebt ihm seine Tat zurück“. Erwin Roth findet die Wahrheit über Georg Elser. (2001, erweiterte Neuauflage 2008)
- Band 3: Der Fall Niemöller. Ein Briefwechsel zwischen Georg Elsers Mutter und dem Kirchenpräsidenten. (2002)
- Band 4: In der Sache Gisevius. Ein Augenzeuge des 20. Juli urteilt über Georg Elser.(2003)
- Band 5 Georg Elsers Heimat. Beiträge über Königsbronner Widerstandskämpfer. (2004)
- Band 6: Georg Elsers Abschied. Angehörige und andere Zeugen berichten über die letzte Begegnung. (2005)
- Band 7: Das Protokoll. Die Autobiographie des Georg Elser. (2006)
- Band 8: Kampf um Gerechtigkeit. Das Schicksal der Familie Hirth. (2007)
- Band 9: Elser und die Kommissare. Bericht über eine Spurensuche. (2008)
- Band 10: Elser & Sohn. Prägende Jahre am Bodensee. (2009)
- Band 11: Ein Blick ins Archiv. Dokumente zu Leben und Tat von Georg Elser. (2010)
- Band 12: Bürgerbräukeller. Hochburg und Trümmerfeld. (2011)
- Band 13: Elser und Elsa. Geschichten um den Königsbronner Widerstandskämpfer. (2014)
- Band 14: Die Zeitbombe. Beschreibung und Dokumentation des Nachbaus von Rudolf Hangs. (2015)
- Band 15: Georg Elser im Kino. Filme über den Königsbronner Widerstandskämpfer. (2016)
- Band 16: Georg Elsers Heimatzeitung. Seine Informationsgrundlage in Königsbronn. (2017)
- Band 17: Georg Elser und die Justiz. Falsches Todesdatum und andere Denkwürdigkeiten. (2018)
- Band 18: Elser und Hitler. Betrachtungen zu einer besonderen Beziehung. (2019)
- Band 19: Elser und der Fabrikant und weitere Beiträge zu Leben und Tat des Widerstandskämpfers. (2020)
- Band 20: Elser und der Herbst '39. Bei seinem Attentat stand das Reich am Rande des Bankrotts. (2021)